# 純粋水爆
純粋水爆（じゅんすいすいばく、純粋水素爆弾、きれいな水爆）とは、起爆剤である「プライマリ（原子爆弾）」を使用しない水素爆弾のことである。2025年現在、実用化されていないと考えられる。
実用化されている水素爆弾は、重水素と三重水素（トリチウム）の核融合反応を誘発する際に、核分裂反応（プライマリ）-核融合反応（セカンダリ）の2段階を踏む（テラー・ウラム型を参照）が、純粋水爆は核融合反応の1段階のみである。プライマリの製造には高濃縮ウランやプルトニウムなどを必要とするが、純粋水爆は核分裂物質を必要とせず、残留放射能も少なくなる利点がある。

## 概要
核兵器の設計者は、長い間、重水素と三重水素の核融合に必要な圧力と高温を限られた空間内で実現する方法を研究してきた。純粋水爆は非常に小規模な核爆発の実現と、核分裂で生成される高レベル放射性降下物（フォールアウト、死の灰）減少の可能性がある。ただし大規模な爆発は、通常兵器の爆発よりα,β,γおよび中性子線などの放射線が生成されるため、これらはより多くの死傷者を引き起こすこととなる。
核融合反応を起こさせるのに必要な力密度には、現時点では核分裂反応、もしくは国立点火施設などにあるような強力なレーザーやサンディア国立研究所のZ-ピンチマシン、各種磁気トカマクなどの大型装置が必要になる。ミューオン触媒核融合であるなら、重水素、三重水素を高温プラズマ状態にする必要はなく、低温で液化したそれらの混合物に負電荷のミュー粒子（負ミューオン）を照射することで核融合反応を起こすことはできる。しかし負ミューオンは平均寿命2.2マイクロ秒で崩壊するので、目的の反応を起こす時にはそれを生成する為の陽子加速器施設（パイオンファクトリー）が結局必要になる。純粋水爆のさまざまな利点にかかわらず、現在利用可能な技術では製造の見通しが立たず、また多くの者が純粋水爆の研究開発は核拡散防止条約や包括的核実験禁止条約の意図を覆すものであるという懸念を表明している。
今日の、機密となっていない技術のみを用いて、純粋水爆作成を思考実験的に考えることはできると主張されている。理想的状況での論議であり、そのような技術が既に存在し実現可能という意味ではない。そのようなデザインの純粋水爆の重量は約3トンで、TNT約3トンの威力になると予想される。提案された設計では、核融合反応の発生に必要な条件を満たすために大型の爆発力による磁束圧縮ジェネレータを使用する。爆発的損傷の観点から見れば、通常兵器より明らかな利点はないが、大規模な中性子束は半径500m以内の人間に致死量の放射線をもたらす(死者の多くは被爆直後ではなく数ヶ月を経て発生する)。
何人かの研究者は核融合誘発の代替手段として、主に反物質起爆式核パルス推進の文脈での反物質の使用を研究した。そのようなシステムは、純粋水爆に望ましい多くの特性を持っているが、反物質の量産は現代科学の能力を超えている。粒子励起ガンマ線は、現在研究されている方法の1つである。またほぼ空想に近いがレッドマーキュリーや様々な衝撃熱応物質、他の超高エネルギー密度化学物質などが純粋水爆の引き金となる手段として示された。

## フィクション
ラリー・ニーヴンは著書『プロテクター』の中で純粋な核融合爆発を起こすために「磁気ピンチャーフィールド」の使用を提案した。
ジョン・バーンズの『ディレクティブ51』でもさまざまな純粋水爆が登場する。